# Platypalpus albomicans
Platypalpus albomicans is een vliegensoort uit de familie van de Hybotidae. De wetenschappelijke naam van de soort is voor het eerst geldig gepubliceerd in 1892 door Bezzi.